# Skudzawy
Skudzawy – wieś w Polsce położona w województwie kujawsko-pomorskim, w powiecie rypińskim, w gminie Skrwilno.

## Podział administracyjny
W latach 1975–1998 miejscowość administracyjnie należała do województwa włocławskiego. Skudzawy dzielą się na: Skudzawy Stare i Skudzawy Nowe.

## Demografia
Według Narodowego Spisu Powszechnego (III 2011 r.) liczyła 482 mieszkańców. Jest trzecią co do wielkości miejscowością gminy Skrwilno.
Urodził się tu Józef Gumowski ps Ziutek – major, żołnierz AK.

## Historia
W 1827 Skudzawy liczą 21 domów i 232 mieszkańców. W 1889 w Skudzawach jest 91 domów, a także dwa folwarki, ewangelicki dom modlitewny, szkoła początkowa, młyn wodny i wiatrak. Wieś liczy wtedy 737 mieszkańców. W 1865 roku poświęcono cmentarz w Skudzawach, który powiększono w 1869.
W spisie powszechnym z 1921 Skudzawy występują jako wieś i jako kolonia w gminie Czermin w powiecie Rypin. We wsi Skudzawy było 75 budynków z przeznaczeniem do mieszkania i 1 inny zamieszkalny. Wieś liczyła 537 mieszkańców, w tym 273 kobiety. Wszyscy mieszkańcy podali narodowość polską. Wśród mieszkańców 519 osoby były wyznania rzymskokatolickiego i 18 wyznania mojżeszowego. W kolonii Skudzawy było 30 budynków i 194 mieszkańców (w tym 96 kobiet), z których wszyscy podawali narodowość polską. Wśród mieszkańców kolonii 86 osób było wyznania rzymskokatolickiego, a 108 osób wyznania ewangelickiego.

## Zabytki
- kapliczka przydrożna z lat 30. XX w. (dz. nr 107/5)[8].
- krzyż przydrożny z pocz. XX w.(dz. nr 805/5)[8].
- kapliczka przydrożna z lat 30. XX w. (dz. nr 831/1 i 837/3)[8].

## Legenda
Według legendy niegdyś na ziemiach dzisiejszych Skudzaw panował król Skużaw, którego gród został spalony przez Krzyżaków.